# Kanton Clères
Der Kanton Clères war bis 2015 ein französischer Wahlkreis im Arrondissement Rouen im Département Seine-Maritime und in der Region Haute-Normandie; sein Hauptort war Clères. Vertreter im Generalrat des Départements war zuletzt von 1993 bis 2015 (wiedergewählt 2008) Pascal Martin (vormals UMP, jetzt UDI). 
Der Kanton Clères war 192,57 km² groß und hatte (2006) 22.093 Einwohner, was einer Bevölkerungsdichte von 115 Einwohnern pro km² entsprach. Er lag im Mittel auf 147 Meter über dem Meeresspiegel, zwischen 42 m in Montville und 186 m in Le Bocasse. 

## Gemeinden
Der Kanton bestand aus 22 Gemeinden:
| Gemeinde                   | Einwohner Jahr | Fläche km² | Bevölkerungsdichte | Code INSEE | Postleitzahl |
| -------------------------- | -------------- | ---------- | ------------------ | ---------- | ------------ |
| Anceaumeville              | 683 (2013)     | 4,68       | 146 Einw./km²      | 76007      | 76710        |
| Authieux-Ratiéville        | 400 (2013)     | 5,16       | 78 Einw./km²       | 76038      | 76690        |
| Le Bocasse                 | 699 (2013)     | 8,62       | 81 Einw./km²       | 76105      | 76690        |
| Bosc-Guérard-Saint-Adrien  | 905 (2013)     | 10,41      | 87 Einw./km²       | 76123      | 76710        |
| Cailly                     | 735 (2013)     | 5,44       | 135 Einw./km²      | 76152      | 76690        |
| Claville-Motteville        | 290 (2013)     | 9,26       | 31 Einw./km²       | 76177      | 76690        |
| Clères                     | 1.388 (2013)   | 11,36      | 122 Einw./km²      | 76179      | 76690        |
| Eslettes                   | 1.449 (2013)   | 5,12       | 283 Einw./km²      | 76245      | 76710        |
| Esteville                  | 522 (2013)     | 5,29       | 99 Einw./km²       | 76247      | 76690        |
| Fontaine-le-Bourg          | 1.608 (2013)   | 12,2       | 132 Einw./km²      | 76271      | 76690        |
| Frichemesnil               | 427 (2013)     | 8,1        | 53 Einw./km²       | 76290      | 76690        |
| Grugny                     | 935 (2013)     | 3,18       | 294 Einw./km²      | 76331      | 76690        |
| La Houssaye-Béranger       | 519 (2013)     | 8,06       | 64 Einw./km²       | 76369      | 76690        |
| Mont-Cauvaire              | 632 (2013)     | 9,02       | 70 Einw./km²       | 76443      | 76690        |
| Montville                  | 4.833 (2013)   | 10,85      | 445 Einw./km²      | 76452      | 76710        |
| Quincampoix                | 2.975 (2013)   | 20,34      | 146 Einw./km²      | 76517      | 76230        |
| La Rue-Saint-Pierre        | 772 (2013)     | 7,68       | 101 Einw./km²      | 76547      | 76690        |
| Saint-André-sur-Cailly     | 867 (2013)     | 12,28      | 71 Einw./km²       | 76555      | 76690        |
| Saint-Georges-sur-Fontaine | 913 (2013)     | 9,09       | 100 Einw./km²      | 76580      | 76690        |
| Saint-Germain-sous-Cailly  | 348 (2013)     | 4,01       | 87 Einw./km²       | 76583      | 76690        |
| Sierville                  | 1.001 (2013)   | 15,91      | 63 Einw./km²       | 76675      | 76690        |
| Yquebeuf                   | 252 (2013)     | 6,51       | 39 Einw./km²       | 76756      | 76690        |

## Bevölkerungsentwicklung
| 1962   | 1968   | 1975   | 1982   | 1990   | 1999   | 2006   | 2011   |
| ------ | ------ | ------ | ------ | ------ | ------ | ------ | ------ |
| 13.236 | 14.237 | 15.224 | 17.757 | 19.244 | 21.068 | 22.093 | 22.860 |